# Atendimento Prioritário
Atendimento prioritário, por vezes referenciado como atendimento preferencial, é o ato discricionário, determinado ou não por legislação local (em qualquer nível: municipal, estadual, provincial ou nacional etc.), de atender prioritariamente determinados grupos da sociedade, seja por meio de filas ou guichês específicos, seja por atendimento antes dos demais.
Há certos segmentos da sociedade que gozam de atendimento prioritário em parte razoável do mundo, a saber: idosos, deficientes físicos, gestantes e pessoas que levem consigo crianças de colo.

## Atendimento prioritário noBrasil
O atendimento prioritário em todo o Brasil é regulado por lei federal, mais especificamente: Lei nº 10.048, de 8 de novembro de 2000, ademais de legislações mais específicas dos demais entes federativos, estados, municípios e o Distrito Federal.
A lei federal mencionada, alterada em 2023 pela Lei nº 14.626, assegura atendimento prioritário em todo o território nacional às pessoas com deficiência, pessoas com transtorno do espectro autista, pessoas idosas com mais de 60 anos de idade, gestantes, lactantes, pessoas obesas, aos com mobilidade reduzida e aos doadores de sangue (nos 120 dias após a efetiva doação, mediante apresentação de comprovante).
Essa mesma lei assegura cadeiras reservadas no transporte público aos elencados acima, exceto aos doadores de sangue.